# رفيق الكامرجي
رفيق الكامرجي (بالفرنسية: Rafik Kamergi)‏، هو لاعب كرة قدم تونسي من مواليد 16 جانفي 1995 بتونس العاصمة، يشغل مركز مهاجم ويلعب حالياً في نادي الساحل السعودي.